# Kuria (Vác)
A Kuria Vác főterén, a Március 15. tér 20. házszám alatt található épület. A nevét a középkorban itt állt káptalanházról kapta, melynek maradványai még láthatóak a pincében, valamint a folyosón. Ennek helyén később egy barokk épület állt, melyet már 1770-ben Curia néven, szállóként említettek. Homlokzatát a 19. század végén eklektikus stílusban átépítették. Jelenleg az épület földszintjén a Curia Galéria és a Váci Csokizó található, pincéjében pedig Bormúzeum működik, melyben 2500 eredeti palackozású bor mutatja be a magyarországi borászat változásait. Ezenkívül megtekinthető egy 900 darabból álló tokaji aszú gyűjtemény 1880-tól napjainkig.

## Külső hivatkozás
- Az épület a Műemlékem.hu-n